# Џију-џицу савез Републике Српске
Џију-џицу савез Републике Српске (Ju-jitsu savez Republike Srpske) (енгл. Ju-Jitsu Federation Republic of Srpska) је кровна спортска организација која окупља све џијуџицу клубове на територији Републике Српске. Џију-џицу савез Републике Српске је члан Европског џију-џицу савеза и Балканске џију-џицу федерације. Сједиште савеза се налази у улици Тина Ујевића бр. 9 у Бањалуци.

## Џију-џицу репрезентација Републике Српске
Директор џију-џицу репрезентације Републике Српске је Бојан Јовић, а селектор репрезентације је Огњен Црногорац. Репрезентација Српске учествује и на Свјетском првенству у џију-џицуу. 

### Резултати репрезентације
- Џију-џицу репрезентација Републике Српске је 12. октобра 2002. на Међународном тарниту у Добови, Словенија, освојила друго мјесто (екипно).
- Џију-џицу репрезентација Републике Српске је 2. октобра 2004. на Међународном тарниту у Добови, Словенија, освојила друго мјесто (екипно).
- На Првом балканском првенству у Атини, Грчка, репрезентација Српске је освојила 16 медаља (2 златне, 3 сребрене и 11 бронзаних).
- На међународном ЕЦЦ турниру у мају 2010. у Марибору, Словенија, репрезентација Српске је освојила 9 медаља (3 златне, 1 сребрене и 5 бронзаних).
- На Европском првенству за сениоре одржаном 2017. године у Бања Луци, репрезентативац Републике Српске Блажић Данијел је освојио бронзану медаљу у борбама до 77 килограма.

## Организација савеза
Председник Џију-џицу савез Републике Српске је Радислав Јовичић, потпредседник је Влајко Спремо, а секретар савеза је Наташа Прпић. Савез организује Првенство Републике Српске у џију-џицу борбама. До сада је одржано једанаест првенстава Републике Српске. Савез организује и Међународни турнир у џију-џицу борбама и дуо систему „Видовдан“.

## Историјат савеза
Џију-џицу савез Републике Српске је званично основан 1998. у Зворнику под називом „Савез за џију-џицу Републике Српске“. Оснивачи савеза су била три џију-џицу клуба из Зворника, Брчког и Добоја са око 100 чланова, који су углавном били припадници полиције Републике Српске. Сједиште савеза је из Зворника 2000. премјештено у Брчко, а 24. јула 2002. у Бањалуку, када је савез добио садашњи назив „Џију-џицу савез Републике Српске“.

## Џију-џицу клубови Републике Српске
- Џију-џицу клуб Шипово, Шипово
- Џију-џицу клуб Јединство, Добој
- Џију-џицу клуб Борац, Бањалука
- Џију-џицу клуб Минотаур, Бањалука
- Џију-џицу клуб Самурај, Бањалука
- Џију-џицу клуб Самурај, Градишка
- Џију-џицу клуб Полицајац, Добој
- Џију-џицу клуб Сенсеи, Добој
- Џију-џицу клуб Ипон, Модрича
- Џију-џицу клуб Шогун, Брчко
- Џију-џицу клуб Леотар, Требиње
- Џију-џицу клуб Славија, Источно Сарајево
- Џију-џицу клуб Јахорина, Пале